# Pisinae
Sous-famille
Les Pisinae sont une sous-famille de crabes, elle comporte près de 250 espèces. Selon De Grave et Dean, depuis 2009, cette famille est désormais considérée comme une sous-famille de la famille des Majidae. Elle est parfois encore considérée comme une famille à part entière, les Pisidae.

## Liste des genres
- Acanthophrys A. Milne-Edwards, 1865
- Anamathia Smith, 1885
- Apias Rathbun, 1897
- Apiomithrax Rathbun, 1897
- Austrolibinia Griffin, 1966
- Chorilia Dana, 1851
- Chorilibinia Lockington, 1877
- Chorinus Latreille, 1825
- Delsolaria Garth, 1973
- Doclea Leach, 1815
- Garthinia Richer de Forges & Ng, 2009
- Giranauria Griffin & Tranter, 1986
- Goniopugettia Sakai, 1986
- Guinotinia Richer de Forges & Ng, 2009
- Herbstia H. Milne Edwards, 1834
- Holoplites Rathbun, 1894
- Hoplophrys Henderson, 1893
- Hyastenus White, 1847
- Lahaina Dana, 1851
- Laubierinia Richer de Forges & Ng, 2009
- Lepidonaxia Targioni Tozzetti, 1877
- Lepteces Rathbun, 1893
- Leptomaia Griffin & Tranter, 1986
- Libidoclaea H. Milne Edwards & Lucas, 1842
- Libinia Leach, 1815
- Lissa Leach, 1815
- Loxorhynchus Stimpson, 1857
- Lyramaia Griffin & Tranter, 1986
- Micippoides A. Milne-Edwards, 1873
- Microlissa Pretzmann, 1961
- Micropisa Stimpson, 1857
- Nasutocarcinus Tavares, 1991
- Naxioides A. Milne-Edwards, 1865
- Neodoclea Buitendijk, 1950
- Nibilia A. Milne-Edwards, 1878
- Nicoya Wicksten, 1987
- Notolopas Stimpson, 1871
- Oplopisa A. Milne-Edwards, 1879
- Oxypleurodon Miers, 1886
- Pelia Bell, 1836
- Phalangipus Latreille, 1825
- Pisoides H. Milne Edwards & Lucas, 1843
- Rhinocarcinus Richer de Forges & Ng, 2009
- Rochinia A. Milne-Edwards, 1875
- Scyra Dana, 1851
- Sphenocarcinus A. Milne-Edwards, 1878
- Stegopleurodon Richer de Forges & Ng, 2009
- Thusaenys Griffin & Tranter, 1986
- Trachymaia A. Milne-Edwards, 1880
- Tylocarcinus Miers, 1879

## Référence
- Dana, 1851 : On the classification of the maioid Crustacea or Oxyrhyncha. American Journal of Science, ser. 2, vol. 11, n. 33, p. 425–434.

## Source
- Ng, Guinot & Davie, 2008 : Systema Brachyurorum: Part I. An annotated checklist of extant brachyuran crabs of the world. Raffles Bulletin of Zoology Supplement, n. 17, p. 1–286.